# Dielsiothamnus
Dielsiothamnus é um género monotípico de plantas com flores pertencentes à família Annonaceae. A única espécie é Dielsiothamnus divaricatus.
A sua área de distribuição nativa é a Tanzânia.